# 阿富汗伊斯兰酋长国的国际承认
塔利班曾于1996-2001年间与2021年后以阿富汗伊斯兰酋长国的名义两度执掌阿富汗政权，均只获得有限的外交承认。1996年，塔利班推翻国际公认的阿富汗伊斯兰国政权后，并未获得广泛的国际承认，并在2001年在阿富汗战争中被推翻。
然而，随着美军于2021年撤离阿富汗，塔利班政权迅速推翻了原先受到美军支持的、国际公认的阿富汗伊斯兰共和国政权，重新控制了阿富汗。时任阿富汗伊斯兰共和国总统阿什拉夫·加尼流亡海外，但并未组建流亡政府；副总统阿姆鲁拉·萨利赫在塔利班接管后自任为看守总理，在民族抵抗阵线的支持下迁往潘杰希尔省，在塔利班攻占该省后亦逃亡海外。
塔利班自重新接管政权以来一直积极争取国际社会的承认。一些国家已经宣布永远不承认塔利班政权，还有一些国家则表示只有在该国的人权得到尊重的情况下才会承认。一些国家尽管不承认伊斯兰酋长国，但仍向塔利班政权派驻了代办级外交官。包括加拿大和塔吉克斯坦在内的一些国家依旧指定塔利班为恐怖组织。2025年7月3日，俄羅斯正式承認阿富汗伊斯蘭酋長國政府，成為第一個正式承認該政權的聯合國會員國。

## 阿富汗战争前

### 联合国成员国
塔利班于1996年攻占喀布尔，推翻阿富汗伊斯兰国，建立阿富汗伊斯兰酋长国。然而，联合国并不承认塔利班政府，而是继续承认阿富汗伊斯兰国为阿富汗合法政府。1996至2001年间，只有三个联合国会员国，即巴基斯坦、沙特阿拉伯和阿拉伯联合酋长国，承认伊斯兰伊斯兰酋长国为阿富汗的合法政府。塔利班政府还得到了土库曼斯坦的支持，但该国并未正式承认该酋长国。

### 车臣独立运动
塔利班政权主动承认过同样国际认可受限的伊奇克里亚车臣共和国，但车臣总统阿斯兰·马斯哈多夫拒绝了塔利班的外交承认，称其为“非法”政权；然而，俄罗斯宣称，塔利班政权和车臣政权有着密切的联系。车臣政权和塔利班政权在2000年1月16日建立了外交关系，直至2001年12月塔利班政权因美国发动的阿富汗战争而垮台。2000年6月，俄罗斯政府宣称车臣总统阿斯兰·马斯哈多夫曾经和本·拉登会面，且称车臣政权获得了塔利班的武装和人员支援。9·11事件后，美国政府呼吁车臣切断与阿富汗的联络。参与阿富汗战争的美军军官也指，在战争早期的敌对势力中，有很大比例是车臣武装分子。

## 美军撤离阿富汗后

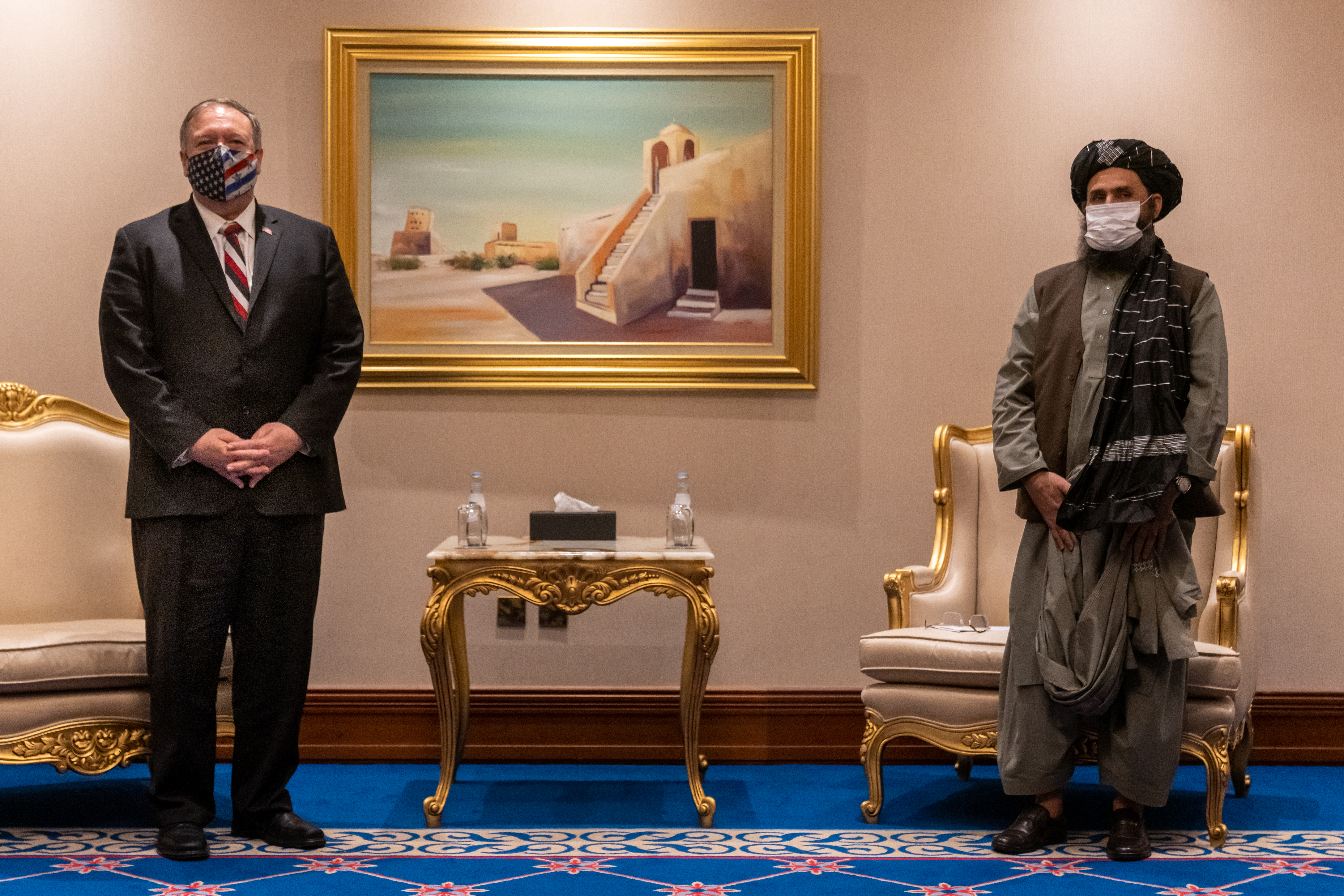
2020 年，美国国务卿迈克·蓬佩奥（左）在卡塔尔多哈与塔利班第三副领导人兼政治办公室主任阿卜杜勒·加尼·巴拉达尔（右）在一起

尽管目前仅一国承认伊斯兰酋长国是阿富汗伊斯兰共和国的合法继承者，但自2021年9月以来，塔利班与其他国家一直在进行正式外交会谈。 

### 政府
- 阿拉伯聯合大公國：2021年11月30日，阿拉伯聯合大公國將原阿富汗伊斯蘭共和國的大使館移交給塔利班。[19]2022年12月，阿富汗塔利班第二副领导人兼代理国防部长毛拉·亚库布在阿布扎比会见了阿联酋总统穆罕默德·本·扎耶德·阿勒纳哈扬，并讨论了加强两国关系的问题[20][21]。2023年3月23日，塔利班新政府在獲准在該國首邑杜拜設立總領事館[22][23]。2024年3月，阿联酋於10月22日接受塔利班新大使的国书[24][25]。
- 澳大利亚：澳大利亚外交部长玛丽斯-佩恩表示，「我们不会过早承诺与塔利班领导的阿富汗政府接触」。澳大利亚将支持国际社会继续向塔利班和未来的阿富汗政府施加压力，迫使其履行对本国人民、本地区乃至全世界的责任。[26]
- 孟加拉国：外交部长阿卜杜勒·穆明指“如果塔利班政府成立，我们的大门将向他们敞开，只要它是一个人民的政府”，“无论哪个新政府成立，只要它是人民的政府，我们都会接受”。孟加拉国和阿富汗都有良好的外交关系，部长认为孟加拉国是“阿富汗潜在的发展伙伴和朋友”。[27]
- 加拿大：总理贾斯汀·特鲁多表示，加拿大不会承认伊斯兰酋长国是阿富汗的合法政府，塔利班在加拿大仍将是被取缔的组织。[28]
- 中华人民共和国：外交部发言人表示，中方“尊重阿富汗人民的意愿和选择”，希望与阿富汗新政府“友好合作”。[29][30]中国还希望塔利班保证不支持联合国禁止的突厥斯坦伊斯兰党，也不允许他们在阿富汗领土上开展活动。[29]2022年3月，中国国务委员兼外交部长王毅访问喀布尔，并会见了阿富汗塔利班代理外交部长阿米尔·汗·穆塔基。[31]2023年9月13日，中国派任新驻阿富汗大使赵星赴喀布尔正式呈递国书[32]；2024年1月30日，中华人民共和国领导人习近平在人民大会堂举行仪式接受新任阿富汗伊斯蘭酋長國驻华大使比拉尔·卡里呈递的国书[33]。
- 捷克：外交部长雅库布·库尔哈内克表示，捷克共和国“在任何情况下都不会承认塔利班”，但不排除与该组织进行对话的可能性。[34][35]
- 法国：外长让-伊夫·勒德里昂表示，法国“拒绝承认这个政府，也拒绝与其建立任何类型的关系”。[36]
- 印度：印度政府不承认这个国家，但表示他们将在需要时随时帮助阿富汗。[37]
- 印度尼西亚：喀布尔沦陷后，前副总统优素福·卡拉认为印尼不会切断印尼与阿富汗之间的外交联系。印尼宪法专家敦促印尼政府不要匆忙承认塔利班政府领导下的阿富汗，因为他们认为权力移交是在没有宪法手段的情况下进行的。2021年8月17日，印尼人民协商会议宪法研究委员会发表声明，正式表达了这些担忧。2021年8月26日，外交部长蕾特諾·馬爾蘇迪在卡塔尔会见了塔利班官员和代表。在会晤中，她敦促塔利班官员 (1) 确保阿富汗的稳定和繁荣，(2) 组建包容性政府，(3) 维护对阿富汗妇女的尊重、尊严和基本权利。[38]
- 伊朗：总统伊布拉欣·萊希说，美国在阿富汗的“军事失败”为在该国建立持久和平提供了机会。伊朗国家电视台援引他的话说，“美国的军事失败和撤军必须成为在阿富汗恢复生活、安全和持久和平的契机”。伊朗于2023年2月26日认可了塔利班提名的临时代办穆罕默德·阿夫扎尔·哈卡尼，并将驻德黑兰大使馆移交给了塔利班。[39]
- 马来西亚：外交部长賽夫丁阿都拉表示，马来西亚尚未决定是否承认塔利班，并将采取非常谨慎的态度。[40]
- 巴基斯坦：总理伊姆兰·汗表示，阿富汗人已经“打破了奴役的枷锁”。外交部长沙阿·马哈茂德·库雷希表示，在未与地区和国际伙伴协商的情况下，巴基斯坦不会承认塔利班领导的政府。[41][42] 巴基斯坦驻联合国代表将阿什拉夫·加尼领导的政府称为“已不复存在的政权”，并批评加尼任命的阿富汗代表在联合国的参与以及在印度主持的联合国安理会会议上发言受阻。[43] 巴基斯坦政府声称，人民院议长米尔·拉赫曼·拉赫马尼会见了外交部长沙阿·马哈茂德·库雷希，并同意与塔利班接触，以组建一个包容性政府。[43]巴基斯坦国家安全顾问莫伊德·优素福警告说，如果西方不“立即承认”塔利班，就有可能再次发生9·11事件。[44]
- 卡塔尔：自2012年起，卡塔尔政府协助了塔利班在卡塔尔开设政治办事处；自此，卡塔尔一直是塔利班的主要外交枢纽。该办事处接待塔利班高级外交官；政治办事处主任是塔利班领导委员会成员。从2019年到恢复阿富汗政权之前，塔利班创始人之一、第三副领袖阿卜杜勒·加尼·巴拉达尔一直作为政治办公室主任驻扎在卡塔尔。他在卡塔尔谈判并签署了美国与塔利班的协议，并与美军领导人安排了喀布尔的交接。2021年8月17日，巴拉达尔返回阿富汗，苏海尔·沙欣接管了政治办公室，该办公室继续充当塔利班的外交枢纽。此后，塔利班还被允许接管阿富汗驻卡塔尔大使馆。代理外交部长阿米尔·汗·穆塔基曾多次访问卡塔尔，会见卡塔尔和其他国家的领导人，他访问卡塔尔的次数超过了其他任何国家。
- 俄罗斯：初期不承认伊斯兰酋长国是阿富汗的合法政权。[45][46]莫斯科表示希望与塔利班发展关系，但也表示不急于承认塔利班为该国的统治者。[47]2021年8月16日，俄罗斯驻阿富汗大使德米特里·日尔诺夫赞扬了塔利班政权，并表示“局势和平而良好，城市中的一切都已平静下来。现在塔利班领导下的喀布尔局势比阿什拉夫·加尼领导下的要好”。9月15日，日尔诺夫会见了塔利班代表，讨论驻喀布尔使馆的安全问题，使馆仍然开放。10月21日，在莫斯科接待塔利班会谈一天后，普京宣布俄罗斯将朝着将塔利班从恐怖组织名单中除名的方向前进，尽管他强调应由联合国安理会首先改变对塔利班的认定。不久之后，今日俄罗斯禁止其记者在发表的内容中提及塔利班是在俄罗斯被禁止的恐怖组织。[48]但早在2018年，俄新社就指示其记者避免提及塔利班是在俄罗斯被禁止的恐怖组织。[49]2022年3月31日，俄罗斯联邦成为首批接受塔利班任命的特使的外交证书的国家之一，尽管这并不等同于正式承认。[50]2024年，俄罗斯正式将塔利班从恐怖组织名单除名[51]2025年7月4日，俄羅斯正式承認塔利班為阿富汗合法政府。[52]
- 沙特阿拉伯：2021年8月，沙特阿拉伯在塔利班进攻期间从喀布尔大使馆撤出了所有外交官。尽管沙特阿拉伯不承认重建的阿富汗伊斯兰酋长国，但沙特大使馆于2021年11月30日重新开放，为阿富汗公民提供领事服务。[53]
- 西班牙：2021 年 8 月，西班牙外交大臣何塞-曼努埃尔-阿尔巴雷斯宣布，西班牙不承认「武力篡权」的塔利班政府，但不排除与塔利班政府保持“业务联系”以继续执行撤离程序的可能性。[54][已过时]
- 土耳其：2021年9月，外交部长梅夫吕特·恰武什奥卢表示，土耳其不急于承认塔利班政府。[55]但在2022年3月，恰武什奥卢表示打算在国际上承认伊斯兰酋长国。[56]
- 土库曼斯坦：2022年3月，土库曼斯坦接受了塔利班任命的阿富汗驻阿什哈巴德大使馆代办Fazal Muhammad Sabir的全权证书，但并未正式承认阿富汗伊斯兰酋长国。土库曼斯坦外交部副部长Wafa Khadzhiev出席了在大使馆举行的仪式。[57][58][59]
- 英国：前首相鲍里斯·约翰逊敦促其他国家不要承认伊斯兰酋长国为阿富汗的合法政府。[60]英国副首相多米尼克·拉布表示，英国“不会承认塔利班是喀布尔的新政府”，但愿意与该组织进行直接沟通。[61]
- 美国：国务卿安东尼·布林肯在接受采访时说，美国不会承认任何包庇恐怖组织或不维护基本人权的政府。[62]美国国务院随后拒绝透露美国是否仍然承认阿什拉夫·加尼为阿富汗总统。[63]

### 国际组织
- 联合国呼吁“通过包容性谈判建立一个团结、包容和有代表性的政府，让妇女充分、平等和有意义地参与”。[64]由阿富汗伊斯兰共和国任命的阿富汗驻联合国代表Ghulam M. Isaczai继续代表阿富汗出席2021年8月16日举行的安全理事会会议。联合国不承认塔利班政权，而是继续承认伊斯兰共和国为该国的合法政府。[65]2021年12月1日，联合国大会全权证书委员会投票决定推迟允许塔利班在联合国代表阿富汗的决定。[66]2021年12月22日，联合国通过了一项旨在促进向阿富汗提供援助的决议。[67]2022年2月15日，联合国公布了一份最新的会员国官员名单，加尼政府官员的名字被删除。[68]
- 欧盟人权事务副主席何塞普·博雷尔表示，“无论是谁在掌权，欧盟必须与喀布尔当局取得联系。塔利班赢得了战争，因此我们必须与他们进行对话”，但欧盟并不打算承认阿富汗伊斯兰酋长国。[69]2022年1月23日，塔利班官员与其他欧洲官员在奥斯陆会晤后，欧盟代表团正式开馆。[70]